# 총독 관저
총독 관저(영어: Government House, 프랑스어: Maison du gouvernement)는 영국을 제외한 영국 연방 왕국의 회원국의 총독 또는 부총독이 사는 관저이다. 그 밖에 영국 연방 소속의 여러 공화국도 총독 관저라는 용어도 쓴다. 총독 관저는 총독이나 부총독의 공식적인 업무를 수행하는 시설을 제공한다. 또한 해외의 귀빈을 환영하는 장소로 쓰인다. 때로는 총독 관저라는 용어는 총독 또는 부총독과 그의 직책의 환유로 쓰인다.

## 각국의 총독 관저
- 캐나다 - 리도 홀 (캐나다의 군주와 캐나다의 총독의 관저)

## 같이 보기
- 관저